# Liste der Kulturdenkmale in Schöneck/Vogtl.

Wappen von Schöneck

In der Liste der Kulturdenkmale in Schöneck/Vogtl. sind die Kulturdenkmale der Stadt Schöneck/Vogtl. verzeichnet, die bis Februar 2020 vom Landesamt für Denkmalpflege Sachsen erfasst wurden (ohne archäologische Kulturdenkmale). Die Anmerkungen sind zu beachten.
Diese Aufzählung ist eine Teilmenge der Liste der Kulturdenkmale im Vogtlandkreis.

## Schöneck/Vogtl.
| Bild                                    | Bezeichnung | Lage                          | Datierung                      | Beschreibung | ID              |
| --------------------------------------- | --- | ----------------------------- | ------------------------------ | --- | --------------- |
|                                         | Sachgesamtheit Königlich-Sächsische Triangulierung („Europäische Gradmessung im Königreich Sachsen“); Station 146, Friedrichstein | Am Alten Söll (Karte)         | Bezeichnet mit 1864            | Station der Königlich-Sächsischen Triangulation, Netz 2. Ordnung, wissenschaftsgeschichtlich und technikgeschichtlich von Bedeutung. Das zirka ein Meter hohe Fragment der Triangulationssäule steht auf einer Aussichtsplattform auf dem Friedrichstein mitten in der Stadt Schöneck. Die Säule weist keine Beschriftung auf. Auf der Deckfläche der Säule ist eine Aussichtsübersicht auf einer speziellen Platte aufgemalt, die außen an die Säule angeschraubt ist und die Zentrumsvermarkung verdeckt, aber auch schützt. Der Punkt ist kein aktueller Festpunkt. Die Plateaufläche ist teilweise mit Beton geglättet. Auf der Ostseite der Säule befindet sich ein alter Höhenbolzen. Die Sicht ist weitestgehend frei, wird nur vom Rathausneubau im Norden teilweise eingeschränkt. Der Friedrichstein wird auch Alter Söll genannt.   | 09234396        |
| Direkt Bild zu diesem Denkmal hochladen | Wohnstallhaus, Scheune und Seitengebäude eines Bauernhofes                                                                        | Bockmühle 1 (Karte)           | 1810                           | Fachwerkbauten, von baugeschichtlichem und landschaftsprägendem Wert | 09234399        |
| Direkt Bild zu diesem Denkmal hochladen | Fragmente einer Friedhofsmauer und zwei Kriegerdenkmale für die Gefallenen des Ersten Weltkrieges und Zweiten Weltkrieges         | Friedhofsweg 3a (Karte)       | Nach 1918                      | Von ortsgeschichtlichem Wert. - Denkmal für die Gefallenen des Ersten Weltkrieges: zwei Wandvorlagen unter dem Dachgiebel mit aufgelegten Profilierungen, drei Wandnischen mit halbkreisförmigem oberen Abschluss, in den Nischen gusseiserne Platten mit den Namen und Sterbedaten der Gefallenen, über der mittleren Nische ein stilisiertes Eisernes Verdienstkreuz - Denkmal für die Gefallenen des Zweiten Weltkrieges: drei Meter rechts neben dem Denkmal für die Gefallenen des Ersten Weltkrieges an der Wand eine zirka ein Meter breite und zwei Meter hohe Eisengussplatte mit halbkreisförmigem oberen Abschluss mit erhabener Inschrift: „IM GEDENKEN AN DIE GEFALLENEN OPFER UND VERFOLGTEN DES 2. WELTKRIEGES DER STADT SCHÖNECK, DER GEMEINDEN SCHILBACH, ESCHENBACH, KOTTENHEIDE, GUNZEN UND MULDENBERG. – DIE TOTEN MAHNEN“ | 09234398        |
| Direkt Bild zu diesem Denkmal hochladen | Wohnhaus in geschlossener Bebauung                                                                                                | Hauptstraße 30 (Karte)        | Um 1890                        | Historisierende Klinkerfassade mit Horizontalgliederung im Stil der Neurenaissance, von städtebaulichem und baugeschichtlichem Wert. Zweigeschossig, fünf Fensterachsen, Fenster-, Türgewände und Verdachungen sowie Eckbossen und Gurtgesims aus Werksteinen, Stuck-Putzornamente in den Dreiecksfenstergiebeln, Sockel aus Zyklopenmauerwerk, originale zweiflügelige, kassettierte Hauseingangstür. | 09234404        |
| Direkt Bild zu diesem Denkmal hochladen | Wohnhaus in Ecklage und in geschlossener Bebauung                                                                                 | Hauptstraße 48 (Karte)        | Um 1890                        | Historisierende mehrfarbige Klinkerfassade mit Horizontalbetonung (die Fonds mit gelben Klinkern), von städtebaulichem und baugeschichtlichem Wert. Zweigeschossig, vier Fensterachsen, Ecklisenen, Zahnschnittfriese, Fensterbankgesimse mit roten Klinkern, Gurt- und Traufgesimse und Fensterflachbögen aus Werkstein, originale kassettierte Hauseingangstür. | 09234407        |
| Direkt Bild zu diesem Denkmal hochladen | Wohnhaus in geschlossener Bebauung                                                                                                | Hauptstraße 50 (Karte)        | Um 1890                        | Historisierende mehrfarbige Klinkerfassade, von städtebaulichem und baugeschichtlichem Wert. Zweigeschossig, fünf Fensterachsen, die Fassadengliederung ähnlich wie Haus 48, jedoch noch aufwändiger, roter Klinker mit gelbem Klinker abgesetzt, Zwerchgiebel. | 09234408        |
| Direkt Bild zu diesem Denkmal hochladen | Doppelwohnhaus in geschlossener Bebauung                                                                                          | Hauptstraße 52 (Karte)        | Um 1890                        | Mit Laden, historisierende mehrfarbige Klinkerfassade, von städtebaulichem und baugeschichtlichem Wert. Zweigeschossig, acht Fensterachsen, roter Klinker mit gelbem Klinker abgesetzt, zwei Zwerchgiebel, Laden aus Entstehungszeit, Fassadengliederungen ähnlich wie Häuser Nummer 48 und 50. | 09234409        |
| Direkt Bild zu diesem Denkmal hochladen | Wohnhaus in geschlossener Bebauung                                                                                                | Hauptstraße 54 (Karte)        | Um 1890                        | Historisierende mehrfarbige Klinkerfassade, von städtebaulichem und baugeschichtlichem Wert. Zweigeschossig, vier Fensterachsen, einfache Fassadengestaltung, roter Klinker, gehört zu geschlossenem Straßenzug. | 09234411        |
| Direkt Bild zu diesem Denkmal hochladen | Wohnhaus in geschlossener Bebauung                                                                                                | Hauptstraße 56 (Karte)        | Um 1890                        | Historisierende Klinkerfassade, von städtebaulichem und baugeschichtlichem Wert. Gelber Klinker, einfache Fassadengestaltung, wichtig im Zusammenhang des geschlossenen Straßenzuges. | 09234412        |
| Direkt Bild zu diesem Denkmal hochladen | Wohnhaus in geschlossener Bebauung                                                                                                | Hauptstraße 58 (Karte)        | Um 1890                        | Mit Laden, historisierende Klinkerfassade, von städtebaulichem und baugeschichtlichem Wert. Zweigeschossig, neun Fensterachsen, breite Straßenfront, roter Klinker, Fassadengliederung mit Horizontalbetonung. Laden: Café Ziegner. | 09234414 988854 |
| Direkt Bild zu diesem Denkmal hochladen | Wohnhaus in geschlossener Bebauung                                                                                                | Hauptstraße 60 (Karte)        | Um 1890                        | Historisierende Klinkerfassade, von städtebaulichem und baugeschichtlichem Wert. Einfache Fassadengestaltung mit Klinkern, zweigeschossig, fünf Fensterachsen. | 09234416        |
| Direkt Bild zu diesem Denkmal hochladen | Wohnhaus in Ecklage und in halboffener Bebauung                                                                                   | Hauptstraße 62 (Karte)        | Um 1890                        | Mit Laden, historisierende Klinkerfassade, von städtebaulichem und baugeschichtlichem Wert. Zweigeschossig, vier Fensterachsen, horizontalbetonte Klinkerfassade, Wechsel der farbigen Klinker für die Bauzierelemente, Fenster- und Türgewände, Gurtgesimse aus Werkstein. | 09234418        |
| Direkt Bild zu diesem Denkmal hochladen | Wohnhaus in Ecklage und in halboffener Bebauung                                                                                   | Hauptstraße 64 (Karte)        | Um 1890                        | Historisierende Klinkerfassade, von städtebaulichem Wert | 09300447        |
| Direkt Bild zu diesem Denkmal hochladen | Wohnhaus in geschlossener Bebauung                                                                                                | Hauptstraße 66 (Karte)        | Um 1890                        | Historisierende Klinkerfassade, von städtebaulichem Wert. Zweigeschossig, fünf Fensterachsen, roter Klinker mit Zahnfries unter Dach, ornamentale Verzierung, Schlusssteine über Fenster, originale Haustür. | 09234419        |
| Direkt Bild zu diesem Denkmal hochladen | Wohnhaus in geschlossener Bebauung (bauliche Einheit mit Nr. 69)                                                                  | Hauptstraße 67 (Karte)        | Um 1890                        | Historisierende Klinkerfassade, von städtebaulichem und baugeschichtlichem Wert. Zweigeschossig, fünf Fensterachsen, horizontalbetone Klinkerfassade, Fenster- und Türgewände, Gurtgesimse, Sohlbankgesimse aus Werkstein, Zwerchgiebel, Putz-Stuck-Ornamente. | 09234420        |
| Direkt Bild zu diesem Denkmal hochladen | Wohnhaus in geschlossener Bebauung                                                                                                | Hauptstraße 68 (Karte)        | Um 1890                        | Historisierende Klinkerfassade, von städtebaulichem Wert | 09234421        |
| Direkt Bild zu diesem Denkmal hochladen | Wohnhaus in geschlossener Bebauung (bauliche Einheit mit Nr. 67)                                                                  | Hauptstraße 69 (Karte)        | Um 1890                        | Mit Laden, historisierende Klinkerfassade, von städtebaulichem und baugeschichtlichem Wert. Breiter Zwerchgiebel (nicht denkmalgerecht verändert), originale Hauseingangstür, zweigeschossig, fünf Fensterachsen, horizontalbetonte Klinkerfassade, Fenster- und Türgewände, Gurtgesimse, Sohlbankgesimse aus Werkstein, Putz-Stuck-Ornamente. | 09234422        |
| Direkt Bild zu diesem Denkmal hochladen | Wohnhaus in geschlossener Bebauung                                                                                                | Hauptstraße 70 (Karte)        | Um 1890                        | Historisierende mehrfarbige Klinkerfassade, von städtebaulichem Wert. Zweigeschossig, sechs Fensterachsen, horizontalbetonte Klinkerfassade, Bauzier meist aus hellem Klinker, großer, breiter Zwerchgiebel. | 09234423        |
| Direkt Bild zu diesem Denkmal hochladen | Wohnhaus in Ecklage und in halboffener Bebauung, ehemaliges Fabrikgebäude                                                         | Hauptstraße 74 (Karte)        | Um 1890                        | Zeittypischer Klinkerbau in gutem Originalzustand, mit ortshistorischer und städtebaulicher Bedeutung. Zweigeschossiger Eckbau, roter Klinker, Ecken und Fenstereinfassungen gelber Klinker, Eckrisalit polygonal und dreigeschossig, verkröpftes Kranzgesims mit Zahnschnittfries, im Erdgeschoss Rundbogenfenster, ansonsten Segmentbogenfenster, schlichter Bau wie Nachbarhäuser, Denkmalwert vorwiegend städtebaulicher aufgrund gleichartiger Bebauung des ganzen Straßenzuges und der Ecklage. | 09236595        |
| Direkt Bild zu diesem Denkmal hochladen | Wohnhaus in Ecklage und in offener Bebauung, ehemalige Textilfabrik                                                               | Hauptstraße 95 (Karte)        | Um 1900                        | Klinkerbau, Eckbetonung durch Erker, von ortshistorischem und städtebaulichem Wert. Zweigeschossig, zwölf Fensterachsen, ausgebautes Mansarddach mit originalen Gaupen, gelber Klinker, einfache Fassadengliederung. | 09234431        |
| Direkt Bild zu diesem Denkmal hochladen | Wohnstallhaus eines Bauernhofes                                                                                                   | Hohe Reuth 3 (Karte)          | Um 1800                        | Mit Blockstube, Obergeschoss Fachwerk verbrettert, von landschaftsprägendem und baugeschichtlichem Wert. Erdgeschoss teilweise massiv im Stallbereich, Blockbauweise im Erdgeschoss erhalten, originale Fassadengliederung erhalten. | 09234432        |
| Direkt Bild zu diesem Denkmal hochladen | Wohnstallhaus (Umgebinde) | Hohe Reuth 4 (Karte)          | Um 1800                        | Mit Blockstube und Umgebindekonstruktion, Obergeschoss Fachwerk verbrettert, von landschaftsprägendem und baugeschichtlichem Wert. Ein zu großes Fenster, Stallteil des Hauses massiv. | 09234433        |
|                                         | Forsthaus mit Nebengebäude und Einfriedung                                                                                        | Kärrnerstraße 1 (Karte)       | Um 1900                        | Putzfassade mit Klinkerornamentik, von ortshistorischem und baugeschichtlichem Wert. Zweigeschossig, massiver Werksteinsockel aus Schiefergestein. Grundstückseinfriedung: Stahlzaun mit Ornamenten. | 09234434        |
| Weitere Bilder                          | Evangelische Stadtkirche St. Georg (mit Ausstattung), Stützmauer und Treppenanlage                                                | Kirchplatz 5 (Karte)          | 1856–1859, bezeichnet mit 1859 | Ortsbildprägender Saalbau mit Ostturm, im Rundbogenstil des 19. Jahrhunderts, von städtebaulichem, baugeschichtlichem und ortsgeschichtlichem Wert. Saalkirche, unter Verwendung der Umfassungsmauern und des Turmes des Vorgängerbaus aus dem 17. Jahrhundert. Restaurierungen 1890 (außen), 1958/59, 1986/87. Feld- und Bruchsteinbau mit geradem Ostabschluss, Rundbogenfenster und Strebepfeiler, die Westfassade als Schauseite mit doppelläufiger Freitreppe, Hauptportal und darüber großes Rundfenster mit Fensterrose, an der Ostseite der Turm mit oktogonalem Glockengeschoss und gleichartigem spitzem, schiefergedecktem Helm, der Innenraum tonnengewölbt mit aufwändiger historistischer Ausstattung, die lebensgroßen Altarplastiken (wohl Petrus und Paulus) frühklassizistisch, eine Bärmig-Orgel aus den Jahren 1857–1859.  | 09234435        |
| Direkt Bild zu diesem Denkmal hochladen | Kellergänge | Kirchstraße 5 (bei) (Karte)   | 19. Jahrhundert                | Ortsgeschichtlich von Bedeutung | 09234438        |
| Weitere Bilder                          | Ehemalige Brauerei Denk mit Resten der technischen Einrichtung                                                                    | Klingerstraße 17 (Karte)      | Um 1890                        | Zeittypische Putzfassade, von ortsgeschichtlichem und technikgeschichtlichem Wert. Unter anderem Kessel der Firma Stavenhagen Halle. Heute Museum und Gaststätte, der Gastraum im kreuzgewölbten Erdgeschoss. | 09234437        |
| Direkt Bild zu diesem Denkmal hochladen | Wohnstallhaus, sogenanntes Huterhaus                                                                                              | Mangelsdorfstraße 19 (Karte)  | Um 1800                        | Stattliches Bauwerk mit Mansarddach, Obergeschoss zum Teil Fachwerk verbrettert, ortsgeschichtlich und baugeschichtlich von Bedeutung. Sogenanntes Huterhaus (nicht Hüterhaus), zweigeschossig, teilweise massiv, Mansarddach mit Schopf, im Mansardbereich mit Zinkblechtafeldachdeckung, im Walmbereich mit Schieferschablonen. | 09234400        |
| Direkt Bild zu diesem Denkmal hochladen | Steinkreuz | Mühlberg (Karte)              | 15./16. Jahrhundert            | Von ortsgeschichtlichem Wert | 09234443        |
| Weitere Bilder                          | Sachgesamtheit Königlich-Sächsische Triangulierung („Europäische Gradmessung im Königreich Sachsen“); Station 145, Schöneck       | Muldenstraße (Karte)          | 1876                           | Station der Königlich-Sächsischen Triangulation, Netz 2. Ordnung, wissenschaftsgeschichtlich und technikgeschichtlich von Bedeutung. Die Station 145 wurde im Wald des Königlich Sächsischen Staatsfiscus auf dem Muldenbrand westlich des Schöneck–Muldenberger Communicationsweges, zwischen den Schneisen C, D und 4,5 errichtet. Die Säule wurde mit einem Granitblock auf Beton 1,0 Meter tief gegründet und darüber mit Ziegeln aufgemauert. Den Abschluss bildet ein konischer Deckstein aus Sandstein mit gusseiserner Abdeckplatte. Die Säule 145 wurde im Netz 2. Classe nur als Zielpunkt genutzt. Der Standort im Wald weist darauf hin, dass keine Richtungsbeobachtungen stattgefunden haben (können). Bis in die 1970er Jahre weitestgehend erhalten, verfiel danach aber, sodass sie 2012 neu aufgebaut werden musste.         | 09305971        |
| Direkt Bild zu diesem Denkmal hochladen | Wohnhaus in Ecklage, mit ehemaliger Schmiede (mit technischer Ausstattung)                                                        | Schilbacher Straße 11 (Karte) | Um 1860                        | Schlichter Putzbau, von technikgeschichtlicher und ortsgeschichtlicher Bedeutung. Ausstattung der Schmiede vollständig erhalten, Haus modernisiert, zweigeschossig, originale Kreuzstockfenster, (6/4 Felder) erhalten. | 09234439        |
| Weitere Bilder                          | Rathaus, mit Stütz- und Einfriedungsmauer                                                                                         | Sonnenwirbel 3 (Karte)        | 1923                           | Mehrflügelige Anlage mit Turm, frei stehender, monumentaler Putzbau im traditionalistischen Stil der 1920er Jahre, Anklänge an die Reformstil-Architektur der Zeit um 1910, von ortsbildprägendem und baugeschichtlichem Wert. Die Giebel in der Formensprache der Neurenaissance geschmückt, die Dachdeckung auf den hohen Satteldächern ursprünglich mit Ziegeln, heute mit Schieferschablonen | 09234397        |

### Ehemaliges Denkmal (Schöneck)
| Bild                                    | Bezeichnung | Lage                   | Datierung | Beschreibung | ID       |
| --------------------------------------- | ----------- | ---------------------- | --------- | --- | -------- |
| Direkt Bild zu diesem Denkmal hochladen | Wohnhaus    | Hauptstraße 72 (Karte) | Um 1890   | Historisierende mehrfarbige Klinkerfassade, städtebaulicher Wert. Zwischen 2020 und 2024 aus der Denkmalliste gestrichen. | 09234425 |

## Arnoldsgrün
| Bild                                    | Bezeichnung                                                  | Lage                        | Datierung                                                      | Beschreibung | ID       |
| --------------------------------------- | ------------------------------------------------------------ | --------------------------- | -------------------------------------------------------------- | --- | -------- |
| Direkt Bild zu diesem Denkmal hochladen | Wohnhaus, Seitengebäude und Scheune eines Bauernhofes        | Dorfstraße 13 (Karte)       | 19. Jahrhundert (Seitengebäude); um 1905 (Bauernhaus)          | Geschlossen erhaltenes Ensemble einer Hofanlage in ortstypischer Blockbauweise und unveränderter Kubatur, baugeschichtlich von Bedeutung | 09237142 |
|                                         | Wohnstallhaus (Umgebinde)                                    | Dorfstraße 43 (Karte)       | Ende 18. Jahrhundert                                           | Eingeschossiges Gebäude in landschaftstypischer Bauweise (Umgebindekonstruktion, Blockstube) in unveränderter Gestalt, charakteristische Hausform des Vogtlandes, baugeschichtlich von Bedeutung. Satteldach, hoher Drempel, Umgebinde (Balkendecke), Holzbohlen im vorderen Teil nur gekalkt, Giebel verschiefert. | 09237148 |
|                                         | Kriegerdenkmal für die Gefallenen des Ersten Weltkrieges     | Dorfstraße 43 (vor) (Karte) | Nach 1918                                                      | Stufenförmiges Postament mit Block, Relief mit Kugel, ortsgeschichtlich von Bedeutung, Inschrift „Ihren gefallenen Söhnen“ | 09237143 |
|                                         | Pechpfanne                                                   | Dorfstraße 43 (vor) (Karte) | 19. Jahrhundert                                                | Zur Gewinnung von Schwarzpech, Denkmal der ländlichen Handwerksgeschichte | 09237146 |
| Weitere Bilder                          | Marienkirche (mit Ausstattung) und Einfriedung des Kirchhofs | Kirchsteig 1a (Karte)       | 1655 (Kirchturm); 1833–1834 (Kirchenschiff); 1835–1836 (Orgel) | Schlichte barocke Saalkirche mit Südturm, Bruchsteinmauerwerk, baugeschichtlich, ortsgeschichtlich und ortsbildprägend von Bedeutung. Zweigeschossige Emporen, spätgotischer Schnitzaltar, Orgel 1835/36 Chr. Gottlob Steinmüller, romanisches Taufbecken.                                                          | 09237134 |

## Eschenbach
| Bild                                    | Bezeichnung                                                         | Lage                                        | Datierung                       | Beschreibung | ID       |
| --------------------------------------- | ------------------------------------------------------------------- | ------------------------------------------- | ------------------------------- | --- | -------- |
| Direkt Bild zu diesem Denkmal hochladen | Altbergbau Eschebach (Sachgesamtheit)                               | (Gemarkung Gunzen, Flurstück 145/1) (Karte) | 16./17. Jahrhundert             | Sachgesamtheit Altbergbau Eschebach: Zeugnisse des Bergbaus, unter anderem Pingen (alles Sachgesamtheitsteile); regionalgeschichtlich und technikgeschichtlich von Bedeutung | 09234453 |
| Direkt Bild zu diesem Denkmal hochladen | Wohnstallhaus eines Bauernhofes                                     | Gunzener Straße 1 (Karte)                   | 1. Hälfte 19. Jahrhundert       | Obergeschoss Fachwerk, wichtig für Ortsbild, baugeschichtlich von Bedeutung, Giebel verkleidet | 09234445 |
| Direkt Bild zu diesem Denkmal hochladen | Wohnhaus (Umgebinde), ehemals Gasthof, mit Saal-Anbau               | Schönecker Straße 4 (Karte)                 | Um 1800 (Wohnhaus); 1914 (Saal) | Wohnhaus mit teilweise verbrettertem Fachwerk-Obergeschoss, in vogtlandtypischer Bauweise, Saal-Anbau ein Putzbau, von ortshistorischem und baugeschichtlichem Wert. Verschiedene Bauphasen, Bauveränderungen, mit kleinem Saalanbau (von 1914). Die Scheune (kein Denkmal, erbaut 1914) als Atelier ausgebaut. Haussegensspruch in einem Fachwerkfeld: „Ich bin ein Haus, das jeden Tag hier steht. Ich bin ein Gruß, der jeden Tag Dich freut, und jeden, der vorüber geht, wenn ihm mein Gruß zu Herzen geht“. | 09234446 |
| Direkt Bild zu diesem Denkmal hochladen | Wohnstallhaus (Umgebinde) eines Bauernhofes                         | Schönecker Straße 6 (Karte)                 | Vor 1800                        | Obergeschoss Fachwerk verbrettert, Erdgeschoss mit erhaltener Blockstube, von baugeschichtlichem Wert. Reste Umgebinde, Ständer mit Knaggen, massiver Stallteil, Satteldach, mit Vorhäuschen, giebelseitiger Anbau. | 09234447 |
|                                         | Wohnstallhaus (Umgebinde) eines Bauernhofes, sogenanntes Dungerhaus | Schönecker Straße 7 (Karte)                 | 1741                            | Obergeschoss Fachwerk mit Andreaskreuzen, gut erhaltene, reich verzierte Umgebindekonstruktion mit Blockstube, eines der bemerkenswertesten Bauernhäuser des Vogtlandes, von großer baugeschichtlichem Wert. Schwarze Küche, altdeutsche Esse, liegender Stuhl, ursprünglich über Stall Oberlaube, die Umgebindekonstruktion mit geschweiften Kopfbändern und Spannriegeln, Obergeschoss und die Giebeldreiecke in Fachwerkkonstruktion.                                                                          | 09234448 |
| Direkt Bild zu diesem Denkmal hochladen | Schulgebäude                                                        | Schönecker Straße 13 (Karte)                | 1910                            | Kleiner Putzbau mit Mansarddach, bemerkenswerte Reformstil-Architektur, von ortshistorischem und baugeschichtlichem Wert. Als Einklassenschule für 35 bis 40 Schüler erbaut, enthielt Lehrmittelraum und Lehrerwohnung, guter Originalbestand, einfache Gestaltung. | 09234444 |
| Direkt Bild zu diesem Denkmal hochladen | Wohnstallhaus (Umgebinde) eines Vierseithofes                       | Schönecker Straße 15 (Karte)                | 1768                            | Vogtlandtypisches Fachwerkhaus, mit verbretterter Blockstube, Obergeschoss Fachwerk verbrettert, am nördlichen Berghang gelegenes Gehöft, von baugeschichtlichem Wert. Datierung laut mündlicher Überlieferung, Umgebinde mit geblatteten Kopfbändern, teilweise massiv, der Vierseithof mit zwei Scheunen, Seitengebäude und Torwand (keine Denkmale). | 09234449 |
| Direkt Bild zu diesem Denkmal hochladen | Ehemaliges Wohnstallhaus eines Bauernhofes                          | Schönecker Straße 18a (Karte)               | 1. Hälfte 19. Jahrhundert       | Fachwerk-Obergeschoss verbrettert, Blockstube erhalten, von baugeschichtlichem Wert. Kleines Bauerngut, verbrettert, ehemaliger Stallteil massiv umgebaut zur Garage, Satteldach, mit Vorhäuschen. | 09234450 |
| Direkt Bild zu diesem Denkmal hochladen | Wohnhaus                                                            | Schönecker Straße 21 (bei) (Karte)          | Wohl 1. Hälfte 18. Jahrhundert  | Wohl ehemaliges Fronhaus, eingeschossiges Gebäude mit original erhaltener Blockstube, von baugeschichtlichem Wert. Erdgeschoss in Blockbauweise verbrettert, Satteldach, heute als Stall genutzt, ehemals Blockhaus, Reste der schwarzen Küche, alter Steinbelag im Mittelflur erhalten, bis zirka 1952 bewohnt gewesen, gehörte zu Schloss Schilbach. | 09234452 |

## Gunzen
| Bild                                    | Bezeichnung                                                  | Lage                                    | Datierung       | Beschreibung | ID       |
| --------------------------------------- | ------------------------------------------------------------ | --------------------------------------- | --------------- | --- | -------- |
| Weitere Bilder                          | Wartehalle des Haltepunktes Gunzen (mit Bahnhofsuhr)         | (Flurstück 642/43) (Karte)              | 1908            | Traditionelles eingeschossiges Holzhaus der Bahnstrecke Chemnitz–Adorf (6645; sä. CA) in hervorragendem Originalzustand, baugeschichtlicher und technikgeschichtlicher Wert. Streckenkilometer 104,570. Erbaut von einem Tischler der Gemeinde Gunzen vermutlich nach Plänen der Eisenbahn, da dieser Holzbau ein Typenbau ist. Baubeginn der Eisenbahnstrecke 1872, Eröffnung 1. Oktober 1886. Eingeschossig mit Drempel, längsrechteckiger Grundriss, vermutlich Holzkonstruktion, vollständig verbrettert, Satteldach, Eingang in Mitte Traufseite (Bahnsteigseite), darüber großes Stationsschild, an Bahnsteigseite große Bahnsteiguhr auf verzierten gusseisernen Konsolen, auch Einfassung des Zifferblattes Kunstguss, nur noch Einzelexemplare dieser Bahnsteiguhren erhalten. | 09234925 |
| Direkt Bild zu diesem Denkmal hochladen | Pechpfanne                                                   | Am Ferienheim (Karte)                   | 19. Jahrhundert | Heimatgeschichtlich von Bedeutung | 09234006 |
| Direkt Bild zu diesem Denkmal hochladen | Scheune eines Bauernhofes                                    | Am Ferienheim 1 (Karte)                 | Um 1800         | Blockscheune, von baugeschichtlichem Wert. Nur teilweise verbrettert, drei Wandseiten in Blockbauweise, steiles Satteldach. | 09234005 |
| Direkt Bild zu diesem Denkmal hochladen | Wohnstallhaus, Scheune und Seitengebäude eines Dreiseithofes | Emil-Schuster-Straße 8 (Karte)          | Wohl um 1800    | Wohnstallhaus mit verbrettertem Fachwerk-Obergeschoss, Scheune verbrettert, von baugeschichtlicher, landschaftsprägender und ortsbildprägender Bedeutung. Das Wohnstallgebäude zweigeschossig, das Erdgeschoss teilweise massiv, mit originalen Türgewänden, Kreuzgewölbe im Stall, zweigeschossige Durchfahrtsscheune, traufständig. Die Scheune mit Tenne, große Feldscheune talseitig mit zweiflügeligem Einfahrtstor, teilweise ausgeblockt. Alle Gebäude verschalt, die Dächer mit Zinkblechtafeln gedeckt. | 09234010 |
| Direkt Bild zu diesem Denkmal hochladen | Wohnstallhaus (Umgebinde) eines Bauernhofes                  | Emil-Schuster-Straße 9 (Karte)          | Um 1800         | Obergeschoss Fachwerk verbrettert, vogtlandtypische Umgebindekonstruktion, von bauhistorischem Wert. Kleines Bauerngut, Giebeldreieck verschiefert, Krüppelwalmdach, Erdgeschoss mit Umgebinde, Knaggen, Blockstube vermutlich erhalten, Vorhäuschen. | 09234011 |
| Direkt Bild zu diesem Denkmal hochladen | Pechpfanne                                                   | Emil-Schuster-Straße 15 (neben) (Karte) | 19. Jahrhundert | Heimatgeschichtlich von Bedeutung, Griebenherd | 09234009 |
| Direkt Bild zu diesem Denkmal hochladen | Pechpfanne                                                   | Eschenbacher Straße 12 (hinter) (Karte) | 19. Jahrhundert | Heimatgeschichtlich von Bedeutung | 09234008 |
| Direkt Bild zu diesem Denkmal hochladen | Pechpfanne                                                   | Wohlbacher Straße 4 (neben) (Karte)     | 19. Jahrhundert | Von regionalhistorischem Wert. Heute noch im Gelände sichtbare Rinne soll als Abfluss des Pechs gedient haben, noch am Originalstandort. | 09233950 |

## Korna
| Bild                                    | Bezeichnung                                              | Lage                        | Datierung       | Beschreibung | ID       |
| --------------------------------------- | -------------------------------------------------------- | --------------------------- | --------------- | --- | -------- |
| Direkt Bild zu diesem Denkmal hochladen | Kriegerdenkmal für die Gefallenen des Ersten Weltkrieges | Korna 3 (gegenüber) (Karte) | Nach 1918       | Sandsteinstele, ortshistorischer Wert. Grabsteinähnliche Ausbildung mit eingekerbter Schrift und eisernem Kreuz sowie Lorbeerkranz. | 09236670 |
| Direkt Bild zu diesem Denkmal hochladen | Scheune und zwei Seitengebäude eines Bauernhofes         | Korna 6 (Karte)             | 19. Jahrhundert | Verbretterte Fachwerkbauten, zeittypisches Bauensemble, von bauhistorischer Bedeutung. Satteldach, Sockel Naturstein, Holztore, Gebäude teilweise verbunden miteinander, in Straßenbiegung stehend, das Ortsbild prägend, einzeln stehender Schuppen in schlechtem Bauzustand, baugeschichtlicher und städtebaulicher Wert. | 09238820 |
| Direkt Bild zu diesem Denkmal hochladen | Wohnstallhaus (Umgebinde) und Scheune eines Bauernhofes  | Korna 8 (Karte)             | Um 1850         | Wohnstallhaus eingeschossiges Gebäude mit Blockstube in vogtlandtypischer Bauart, Scheune verbrettert, traditionelle ländliche Bauten in gutem Originalzustand, baugeschichtlich von Bedeutung. - Wohnhaus außen: Blockstube unverputzt auf Bruchsteinsockel, an Giebel Umgebindeständer mit gezapften Kopfstreben, Giebel verbrettert, hofseitig Stall- und Eingangsbereich Ziegelmauerwerk sonst Bruchstein, Bereich des Küchengewölbes leicht vorspringend an hinterer Traufseite, Satteldach - Wohnhaus innen: Blockstube mit Holzeinschubdecke, zweiläufige Holztreppe mit Einschubbrettern, im Dachgeschoss Mittelflur mit großer gezogener Esse, zwei Kammern mit Holzbrettertüren, Kehlbalkendach mit doppelt stehendem Stuhl, Holzstiege im Dachgeschoss, gezapfte Holzverbindungen, Küchengewölbe mit Esse und Waschkessel - Stall: einfache Bretterdecke, an Wänden Futterkübel und Ziegelfußboden - Scheune: eingeschossig mit Drempel, Fachwerk verbrettert, Satteldach, Bruchsteinsockel | 09236671 |
| Direkt Bild zu diesem Denkmal hochladen | Wohnhaus                                                 | Korna 12 (Karte)            | Um 1800         | Kleiner eingeschossiger ländlicher Wohnbau mit erhaltener Blockstube, in vogtlandtypischer Bauweise verbrettert, baugeschichtlich von Bedeutung. Ursprünglich Wohnstallhaus, Stallteil Wände verputzt (Ziegelmauerwerk), Wohnteil in Holzblockweise und verbrettert, Giebeldreieck Fachwerk verbrettert, Satteldach, neue Haustür, Fenster den ursprünglichen Fenstern angepasst. | 09238450 |

## Schilbach
| Bild                                    | Bezeichnung                                                                     | Lage                          | Datierung | Beschreibung | ID       |
| --------------------------------------- | ------------------------------------------------------------------------------- | ----------------------------- | --------- | --- | -------- |
| Direkt Bild zu diesem Denkmal hochladen | Rittergut Schilbach (Sachgesamtheit)                                            | Am Heim 3, 6 (Karte)          | Um 1750   | Sachgesamtheit Rittergut Schilbach, bestehend aus den Einzeldenkmalen: Herrenhaus und Wirtschaftsgebäude (siehe auch Einzeldenkmale 09234383 und 09234384) sowie dem ehemaligen Gutspark; Herrenhaus repräsentatives Gebäude mit Turm, reiche Innenausstattung, Putzbau mit Natursteingliederung, Reformstil-Architektur, großer Landschaftspark mit qualitätvollem Altholzbestand, Anlage von regionalhistorischer, baugeschichtlicher und gartenkünstlerischer Bedeutung | 09300599 |
| Direkt Bild zu diesem Denkmal hochladen | Ehemaliges Herrenhaus des Rittergutes (Einzeldenkmal zu ID-Nr. 09300599)        | Am Heim 3 (Karte)             | 1912–1913 | Einzeldenkmale der Sachgesamtheit Rittergut Schilbach; repräsentatives Gebäude mit Turm, reiche Innenausstattung, Putzbau mit Natursteingliederung, Reformstil-Architektur, von baugeschichtlichem, künstlerischem und landschaftsprägendem Wert. Villa mit Säulenportikus, originale Türen und Fenster, Turm und Gitter, reiche Innenausstattung (besonders die Bibliothek, so Holzverkleidung und Orgel), zweigeschossige Halle, teilweise Inneneinrichtung (Möbel, Gemälde). Der zehn Hektar große Landschaftspark mit qualitätvollem Altholzbestand (besonders: die Alpenrosen), Teichen und Wasserkanälen sowie den charakteristischen Sichtachsen. Gartengestalter: Max Bertram, Dresden. Bauherr: Carl Sims, Grüna bei Flöha. | 09234383 |
| Direkt Bild zu diesem Denkmal hochladen | Ehemalige Wirtschaftsgebäude des Rittergutes (Einzeldenkmal zu ID-Nr. 09300599) | Am Heim 6 (Karte)             | Um 1800   | Einzeldenkmale der Sachgesamtheit Rittergut Schilbach; einfacher Putzbau mit Treppenturm, im Inneren Kreuzgewölbe, von baugeschichtlichem Wert. Ehemaliger Stall mit Kreuzgewölbe, heute als Gaststätte umgenutzt, teilweise verbrettert, Gebäude mit Giebel aneinanderstoßend, Treppenturm. | 09234384 |
| Direkt Bild zu diesem Denkmal hochladen | Wohnhaus                                                                        | Birkenhäuser 6 (Karte)        | Um 1850   | Obergeschoss Fachwerk verbrettert, von baugeschichtlichem Wert. Zweigeschossiges Gebäude auf längsrechteckigem Grundriss, Erdgeschoss massiv, eventuell teilweise Fachwerk erhalten, Wetterschrägen, Holzdachrinnen. | 09234385 |
| Direkt Bild zu diesem Denkmal hochladen | Wohnhaus                                                                        | Kornaer Weg 5 (Karte)         | Vor 1800  | Gut erhaltenes, eingeschossiges Gebäude mit Blockstube in vogtlandtypischer Bauart, wohl ehemaliges Fronhaus, von baugeschichtlichem Wert. Blockhaus mit Stall, Blockteil vollständig erhalten, teilweise massiv mit Anbau. | 09234387 |
| Direkt Bild zu diesem Denkmal hochladen | Wohnhaus                                                                        | Kornaer Weg 9 (Karte)         | Vor 1800  | Gut erhaltenes, eingeschossiges Gebäude mit Blockstube in vogtlandtypischer Bauart, wohl ehemaliges Fronhaus, von baugeschichtlichem Wert. Blockhaus, teilweise massiv. | 09234388 |
| Direkt Bild zu diesem Denkmal hochladen | Wohnstallhaus (Umgebinde) und Scheune eines Bauernhofes                         | Marieneyer Straße 8 (Karte)   | 1789      | Wohnstallhaus Obergeschoss Fachwerk in reich gestalteter Konstruktion mit enger Ständerstellung, Scheuen verbrettert, bemerkenswertes Gehöft in vogtlandtypischer Bauart, von baugeschichtlichem Wert. - Wohnhaus: mit Umgebinde, gezapften Kopfbändern, Rautenornament im Giebel, holzreiches Fachwerk mit eng stehenden Stilen, Blockstube mit Holzeinschubdecke erhalten - Scheune: geblattete Kopfbänder und Streben, verbrettert, Erdgeschoss teilweise Blockbauweise, fränkisches Gehöft - Stall: Bruchsteinmauerwerk, Fachwerk mit Lehmstakung im gesamten Obergeschoss, Dachdeckung: Zinkblechtafeln auf Schalung | 09234389 |
| Direkt Bild zu diesem Denkmal hochladen | Denkmal für die Gefallenen des Ersten Weltkrieges                               | Schönecker Landstraße (Karte) | Um 1920   | Von ortsgeschichtlichem Wert. Ein zirka 1,50 Meter hoher Monolit aus Granitgestein mit den Namen und Daten der Gefallenen und ein stilisiertes Verdienstkreuz in der Mitte. | 09234386 |
| Direkt Bild zu diesem Denkmal hochladen | Teil eines Wohnstallhauses (Umgebinde) eines Vierseithofes                      | Schulweg 4 (Karte)            | 1795      | Wohnteil eines Bauernhauses mit Umgebindekonstruktion, Fachwerk-Obergeschoss mit Thüringer-Leiter-Motiv, von baugeschichtlichem und landschaftsprägendem Wert. Datierung laut mündlicher Aussage, Umgebinde, Erdgeschoss Ständer des Umgebindes erhalten, dort gezapfte Knaggen, Stallteil des Wohnstallhauses baulich erneuert, massiv, wichtig für Ortsbild. | 09234390 |
| Direkt Bild zu diesem Denkmal hochladen | Wohnhaus (Umgebinde)                                                            | Siedlung 2 (Karte)            | Um 1800   | Wohl ehemaliges Fronhaus, eingeschossiges Gebäude mit Umgebindekonstruktion und Blockstube, von baugeschichtlichem Wert. Blockhaus, verbrettert, Satteldach, einstöckig, hinterer Hausteil massiv mit Garageneinbau. | 09234391 |

## Zwotental
| Bild                                    | Bezeichnung         | Lage                 | Datierung | Beschreibung | ID       |
| --------------------------------------- | ------------------- | -------------------- | --------- | --- | -------- |
| Direkt Bild zu diesem Denkmal hochladen | Eisenbahnerwohnhaus | Bahnstraße 1 (Karte) | Um 1900   | In Art eines Doppelwohnhauses, original erhaltener Klinkerbau, von baugeschichtlichem Wert. Zweigeschossig, roter Klinker, flachgeneigtes Satteldach, kleiner Eingangsvorbau mit Pultdach, Segmentbogenfenster, Klinkerlisenen, originale Haustür und Fenster, Typenprojekt. | 09238762 |
| Direkt Bild zu diesem Denkmal hochladen | Eisenbahnerwohnhaus | Bahnstraße 2 (Karte) | Um 1900   | In Art eines Doppelwohnhauses, original erhaltener Klinkerbau, von baugeschichtlichem Wert. Zweigeschossig, roter Klinker, flachgeneigtes Satteldach, kleiner Eingangsvorbau mit Pultdach, Segmentbogenfenster, Klinkerlisenen, originale Haustür und Fenster, Typenprojekt. | 09238789 |

## Tabellenlegende
- Bild: Bild des Kulturdenkmals, ggf. zusätzlich mit einem Link zu weiteren Fotos des Kulturdenkmals im Medienarchiv Wikimedia Commons. Wenn man auf das Kamerasymbol klickt, können Fotos zu Kulturdenkmalen aus dieser Liste hochgeladen werden:
- Bezeichnung: Denkmalgeschützte Objekte und ggf. Bauwerksname des Kulturdenkmals
- Lage: Straßenname und Hausnummer oder Flurstücknummer des Kulturdenkmals. Die Grundsortierung der Liste erfolgt nach dieser Adresse. Der Link (Karte) führt zu verschiedenen Kartendiensten mit der Position des Kulturdenkmals. Fehlt dieser Link, wurden die Koordinaten noch nicht eingetragen. Sind diese bekannt, können sie über ein Tool mit einer Kartenansicht einfach nachgetragen werden. In dieser Kartenansicht sind Kulturdenkmale ohne Koordinaten mit einem roten bzw. orangen Marker dargestellt und können durch Verschieben auf die richtige Position in der Karte mit Koordinaten versehen werden. Kulturdenkmale ohne Bild sind an einem blauen bzw. roten Marker erkennbar.
- Datierung: Baubeginn, Fertigstellung, Datum der Erstnennung oder grobe zeitliche Einordnung entsprechend des Eintrags in der sächsischen Denkmaldatenbank
- Beschreibung: Kurzcharakteristik des Kulturdenkmals entsprechend des Eintrags in der sächsischen Denkmaldatenbank, ggf. ergänzt durch die dort nur selten veröffentlichten Erfassungstexte oder zusätzliche Informationen
- ID: Vom Landesamt für Denkmalpflege Sachsen vergebene, das Kulturdenkmal eindeutig identifizierende Objekt-Nummer. Der Link führt zum PDF-Denkmaldokument des Landesamtes für Denkmalpflege Sachsen. Bei ehemaligen Kulturdenkmalen können die Objektnummern unbekannt sein und deshalb fehlen bzw. die Links von aus der Datenbank entfernten Objektnummern ins Leere führen. Ein ggf. vorhandenes Icon  führt zu den Angaben des Kulturdenkmals bei Wikidata.